# شعب الله

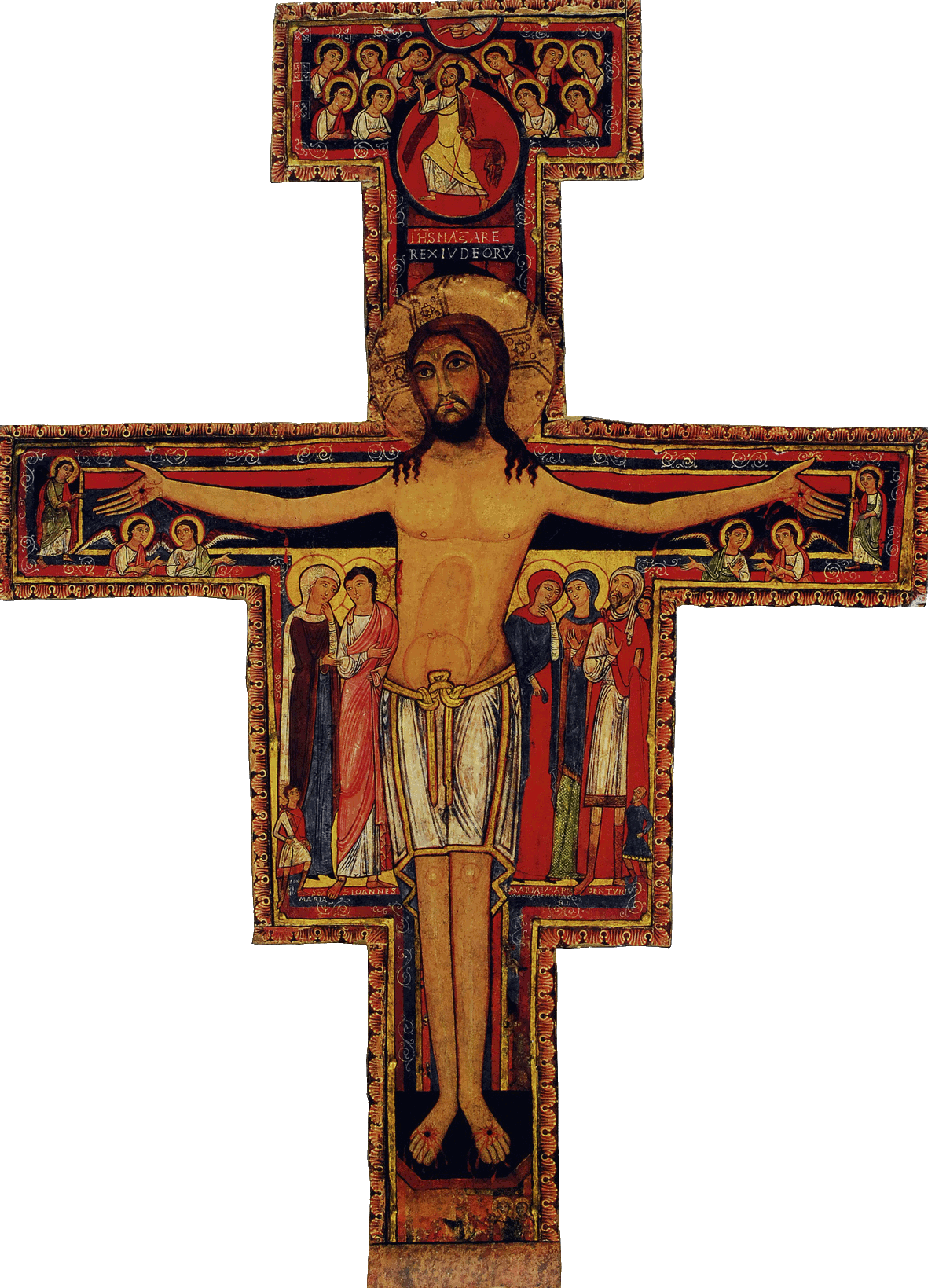

إن شعب الله هو وصف أطلق على الإسرائيليين في العهد القديم وعلى المسيحيين في العهد الجديد. أعطيت أهمية أكبر في توسعة المفهوم في الكنيسة الكاثوليكية لتشمل كل من آمن بالله كما قرر في المجمع الفاتيكاني الثاني (1962-1965).

## في الكتاب المقدس
في العهد القديم، استخدم تعبير «شعب الله» لأول مرة في سفر الخروج 6:7 (سَأتَّخِذُكُمْ شَعباً لِي، وَسَأكُونُ إلَهَكُمْ. وَسَتَعرِفُونَ أنِّي أنا يهوه إلَهُكُمْ، وَسَتَرَونَ إنِّي سَأُحَرِّرَكُمْ مِنْ تَحْتِ أحْمالِ المِصْرِيِّينِ.) وهو نصَّ العهد بين الإنسان والله حين وعد الله الخلاص لبني إسرائيل في مقابل إطاعته. كما أشير إلى شعب إسرائيل بأنهم «شعب الله» في سفر القضاة 20:2 وسفر 2 صموئيل 14:13 . وتستخدم العبارات المعادلة كـ«شعب الرب»  و «شعب الرب إلهك». في هذه النصوص، يتحدث الله على أنه يخاطب «بني إسرائيل» على أنهم «شعبي».
في العهد الجديد، ذكر تعبير «شعب الله» في سفر عبرانيين 4:9 (إذاً مازالَ هُناكَ يَومُ راحَةٍ آتٍ لِشَعبِ اللهِ. فَكُلُّ مَنْ يَدخُلُ راحَةَ اللهِ يَستَرِيحُ مِنْ عَمَلِهِ) و 11:25 (وَاختارَ سُوءَ المُعامَلَةِ مَعَ شَعبِ اللهِ عَلَى التَّمَتُّعِ بِمَلَذّاتِ الخَطِيَّةِ المُؤَقَّتَةِ)، ويظهر التعبير «شعبه»، أي شعب الله، في الرؤيا 21:3 (وَسَمِعتُ صَوتاً عالِياً مِنَ السَّماءِ يَقُولُ: «الآنَ صارَ مَسكِنُ اللهِ مَعَ البَشَرِ. سَيَكُونُونَ شَعبَهُ، وَهُوَ نَفسُهُ سَيَكُونُ مَعَهُمْ، وَسَيَكُونُ لَهُمْ إلَهاً») وفي 2 كورنثوس 6: 16 (وَأيُّ اتِّحادٍ بَينَ هَيكَلِ اللهِ وَالأوثانِ؟ فَنَحنُ هَيكَلُ اللهِ الحَيِّ. فَكَما قالَ اللهُ: «سَأسكُنُ بَينَهُمْ، وَأسِيرُ بَينَهُمْ. سَأكُونُ إلَهَهُمْ، وَسَيَكُونُونَ شَعبِي.») وهو موازٍ لخروج 6.

## الاستخدامات المسيحية المتأخرة
استمر استخدام تعبير «شعب الله» (في اللاتينية، بوبولوس داي، populus Dei) في كتابات آباء الكنيسة كما توجد في كتاب أوغسطين بعنوان «مدينة الله»  وعظة الصوم بابا ليو الأول. وقد استمر استخدامها حتى أنها ذكرت في رسالة البابا يوحنا الثالث والعشرين الرسولية في 1 يوليو 1960، أي قبل عامين من المجمع الفاتيكاني الثاني.
في الغيلية، استبدل مصطلح «بوبيولوس داي» بـ«بوبال دي» واصبح لعدة قرون التعبير اليومي للكنيسة، وبين الرعية، والأبرشية والعالم. 

## المجمع الفاتيكاني الثاني
كرس الدستور العقائدي للمجمع الفاتيكاني لعام 1962، في فصله الثاني إلى استعمال تعبير«شعب الله الجديد»، للدلالة على شعب مكوّن من اليهودي والأمميين"، دعا إليه المسيح (القسم 9). وتحدث عن "الناس الذين أعطيت لهم الوصية والوعود والذين ولد المسيح في للجسد" من أجلهم كما هو الحال بين أولئك الذين "يرتبطون بطرق مختلفة بشعب الله" (المادة 16). وقد وصفت بالتفصيل صفات شعب الله بالكلمات "المقصود بها العلمانيون ورجال الدين على حد سواء" (القسم 30)، مع الإشارة أيضًا إلى المهام والوظائف المحددة لمختلف الرتب التي تكونون منها، مثل أن "أولئك الذين يمارسون الخدمة المقدسة لخير إخوانهم" (القسم 13).
في عام 2001، صرح الكاردينال جوزيف راتزينغر، الذي كان سيصبح في 2005 بابا الفاتيكان بنديكتوس السادس عشر، بأن اختيار المجلس لهذا المصطلح يعكس ثلاثة منظورات. المنظور الرئيسي هو إدخال مصطلح يمكن أن يكون بمثابة جسر مسكوني، مع الاعتراف بالدرجات المتوسطة للانتماء للكنيسة. المنظور الثاني كان لوضع المزيد من الأدلة على العنصر البشري في الكنيسة، والتي هي أيضا جزء من طبيعتها. والثالث هو أن نتذكر أن الكنيسة لم تصل بعد إلى حالتها النهائية، وأنها «لن تكون نفسها بالكامل حتى يتم عبور عبر الزمن وتكون ازدهرت في يد الله».
وبينما ميز المجلس بين الشعب اليهودي و «شعب الله الجديد»، قال كارل إ. براتين إنه، إلى حد ما يماثل تعبير «الشعب المختار»، كما يشير مصطلح «شعب الله» إلى وجود اتجاه مستمر تغيري مستديم في الكنيسة، وأن تعبير «أهل الله» يعني أن الكنيسة هي نفس الناس مثل إبراهيم وإسحق ويعقوب في الكتاب المقدس العبري. [تحقق من المصدر] [بحاجة لرقم الصفحة]

## الاستخدام منذ المجمع الفاتيكاني الثاني
استمر الباباوات في استخدام تعبير «شعب الله». استخدمه البابا بولس السادس فيما يتعلق بعمله في درب الإيمان المعروف باسم «ميثاق شعب الله». استخدمه البابا يوحنا بولس الثاني في تعليماته الكاثوليكية، مؤشرا أن الكنيسة هي شعب الله الجديد. تحدث البابا بنديكتوس السادس عشر عن «الكنيسة، شعب الله في جميع أنحاء العالم، متحدون في الإيمان والمحبة وتمكينهم من الروح ليشهدوا للمسيح القائم إلى أقاصي الأرض». في 20 أغسطس 2018، أصدر البابا فرانسيس رسالة موجهة إلى «شعب الله»، رداً على الكشف الأخير عن حالات الاعتداء الجنسي داخل الكنيسة، نقلاً عن القديس بولس: «فَإنْ كانَ أحَدُ الأعضاءِ يَتَألَّمُ، فَكُلُّ الأعضاءِ تَتَألَّمُ مَعَهُ. وَإنْ كانَ أحَدُ الأعضاءِ مُكَرَّماً، فَكُلُّ الأعضاءِ تُكَرَّمُ مَعَهُ.». (1 كورنثوس 12:26).

## التعليم المسيحي للكنيسة الكاثوليكية
يكرّس التعليم المسيحي للكنيسة الكاثوليكية قسما لوصف الكنيسة بهذه الصورة،  ويشير إلى خصائص شعب الله «التي تميزه عن كل المجموعات الدينية أو العرقية أو السياسية أو الثقافية الموجودة في التاريخ»، بحيث لا ينتمي إلى أي من هذه المجموعات. يقول إن عضوية شعب الله لا تأتي بالولادة الجسدية بل بالإيمان بالمسيح والمعمودية.